# Oxhare
Oxhare är en kötträtt innerfilé av oxkött.
Namnet kommer från dess tillagningssätt, i det att den tillagas som hare - befrias från hinnor, läggs i mjölk, torkas, späckas och bryns, samt smaksätts med peppar och salt. Ibland smaksätts oxhare även med tomatpuré och späds med buljong. Såsen avreds med grädde.
Oxhare kan även används som benämning på själva innerfilén av oxe.